# Vaccinium angiense
Vaccinium angiense är en ljungväxtart som beskrevs av Kanehira och Hatusima. Vaccinium angiense ingår i Blåbärssläktet, och familjen ljungväxter. Inga underarter finns listade i Catalogue of Life.